# Feluca (imbarcazione)

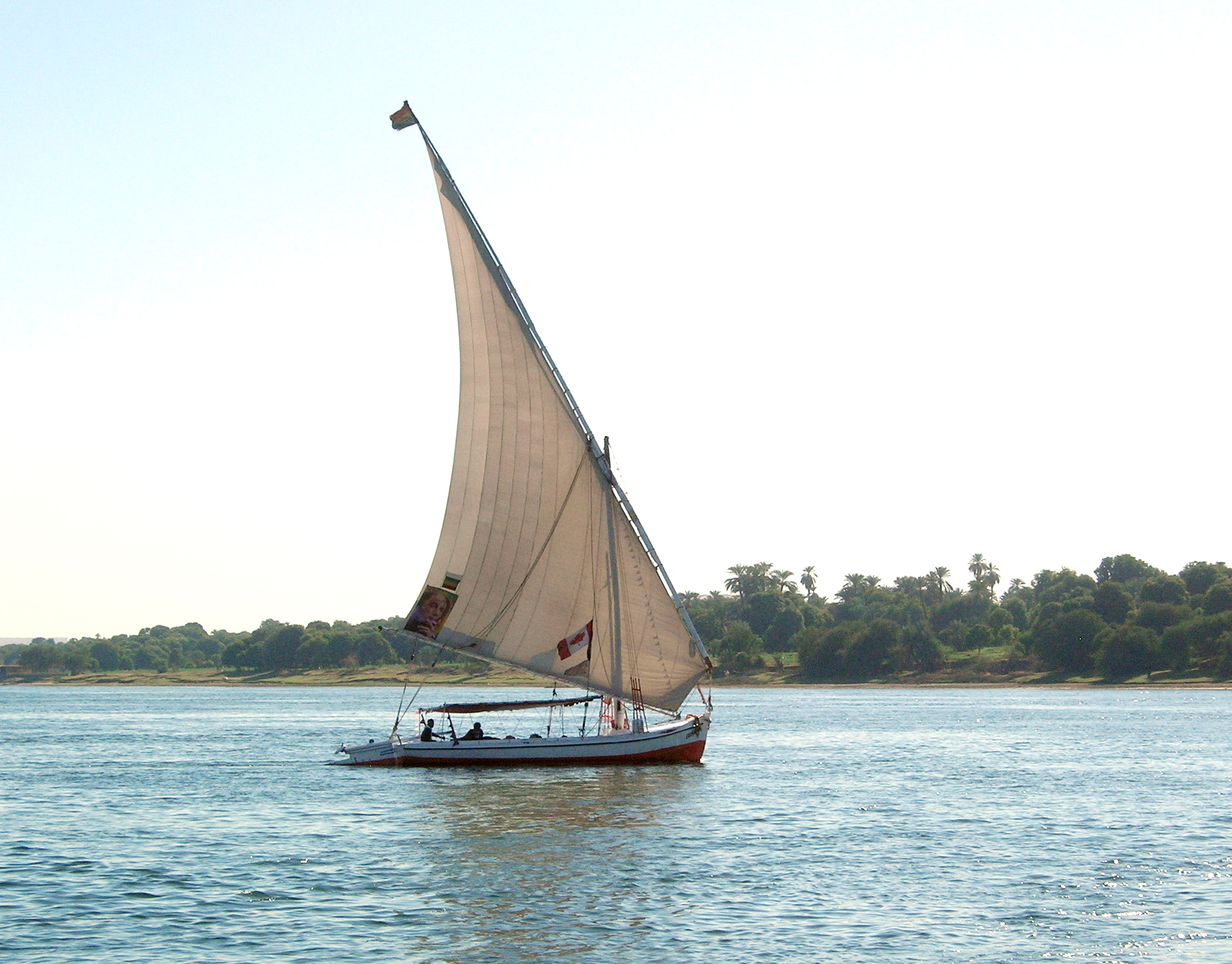
Una feluca sul Nilo

La feluca (dall'arabo ﻓﻠﻮﻛة falu:ka; a sua volta dal greco epholkion "palischermo, scialuppa") è un'imbarcazione a vela di ridotte dimensioni (normalmente può portare una decina di passeggeri più un paio di persone di equipaggio). Può avere una o due vele latine. L'albero è inclinato verso la prua.
Le feluche sono diffuse in molte regioni del Vicino Oriente e del Nordafrica; per le loro caratteristiche sono adatte soprattutto alla navigazione sotto costa o in acque interne, e in effetti se ne trovano soprattutto sul Mar Rosso e sul Nilo. Oggi esse sono obsolete, e per gli usi commerciali sono state di norma sostituite da più moderne barche a motore, ma vengono tuttora utilizzate in alcune circostanze, per esempio ad uso turistico in località come Assuan o Luxor.
Questo tipo di imbarcazione ha trovato largo uso anche nella tradizione siciliana e calabrese. Una sua moderna variante, infatti, viene utilizzata ancora oggi per la pesca del pesce spada nello Stretto di Messina, sotto forma di un grosso peschereccio con un'alta torre per l'avvistamento del pesce e una passerella per l'arpionaggio. Fino a qualche decennio fa venivano utilizzate ancora le feluche di modello tradizionale, simili a quelle arabe, che caddero in disuso con l'avvento delle grosse barche a motore.

## Galleria d'immagini

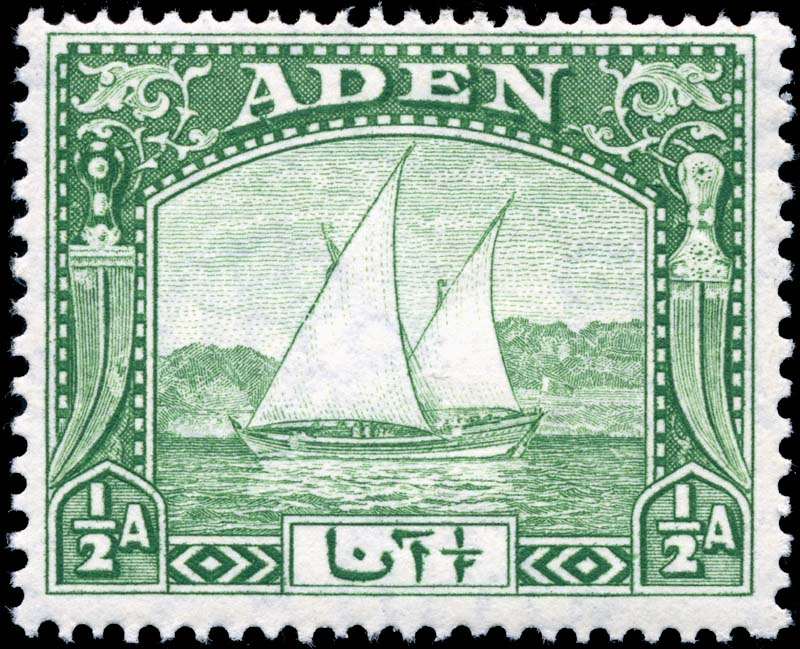
Feluche su di un francobollo di Aden del 1937
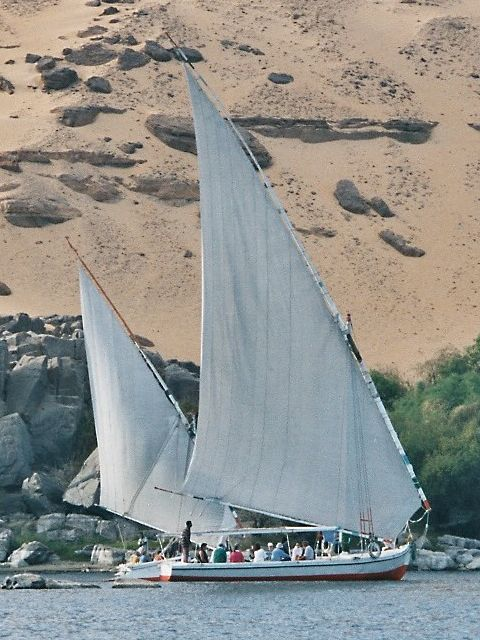
Feluche ad Assuan
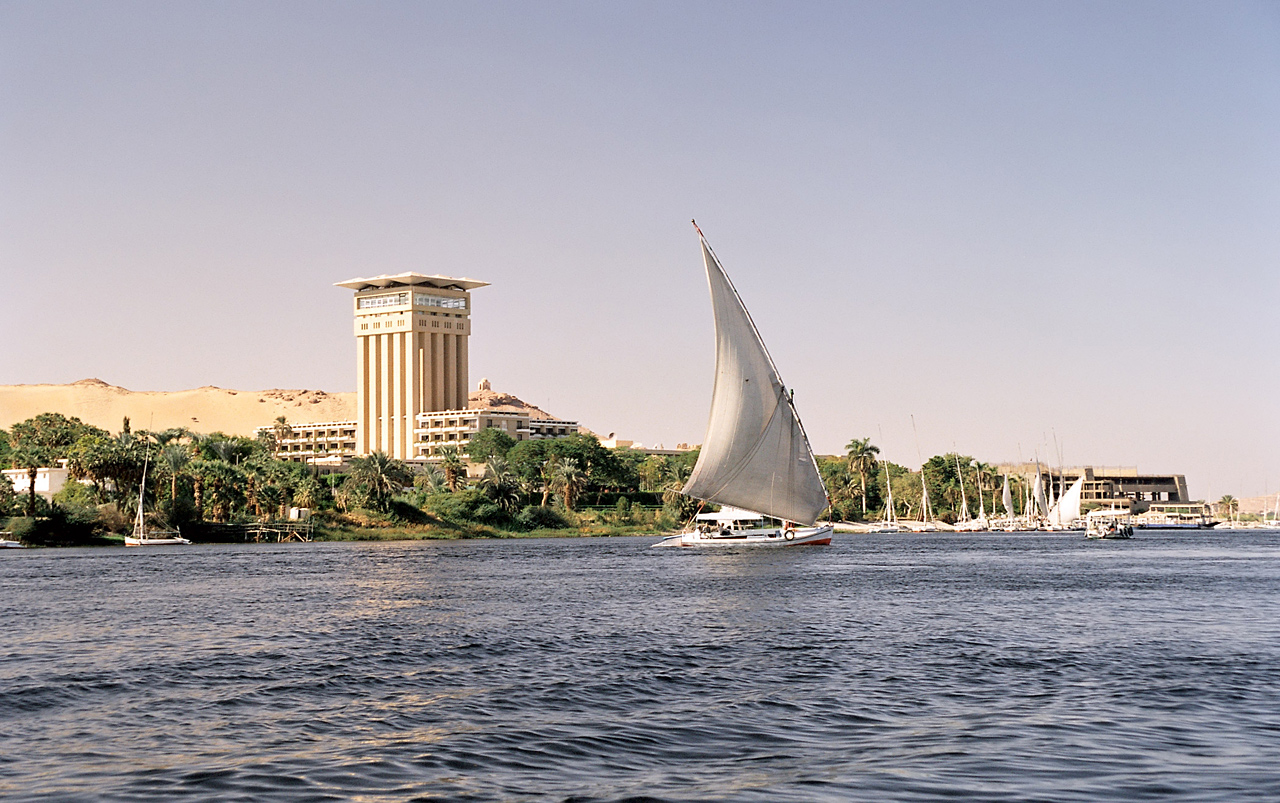
Una feluca davanti all'isola di Elefantina, ad Assuan
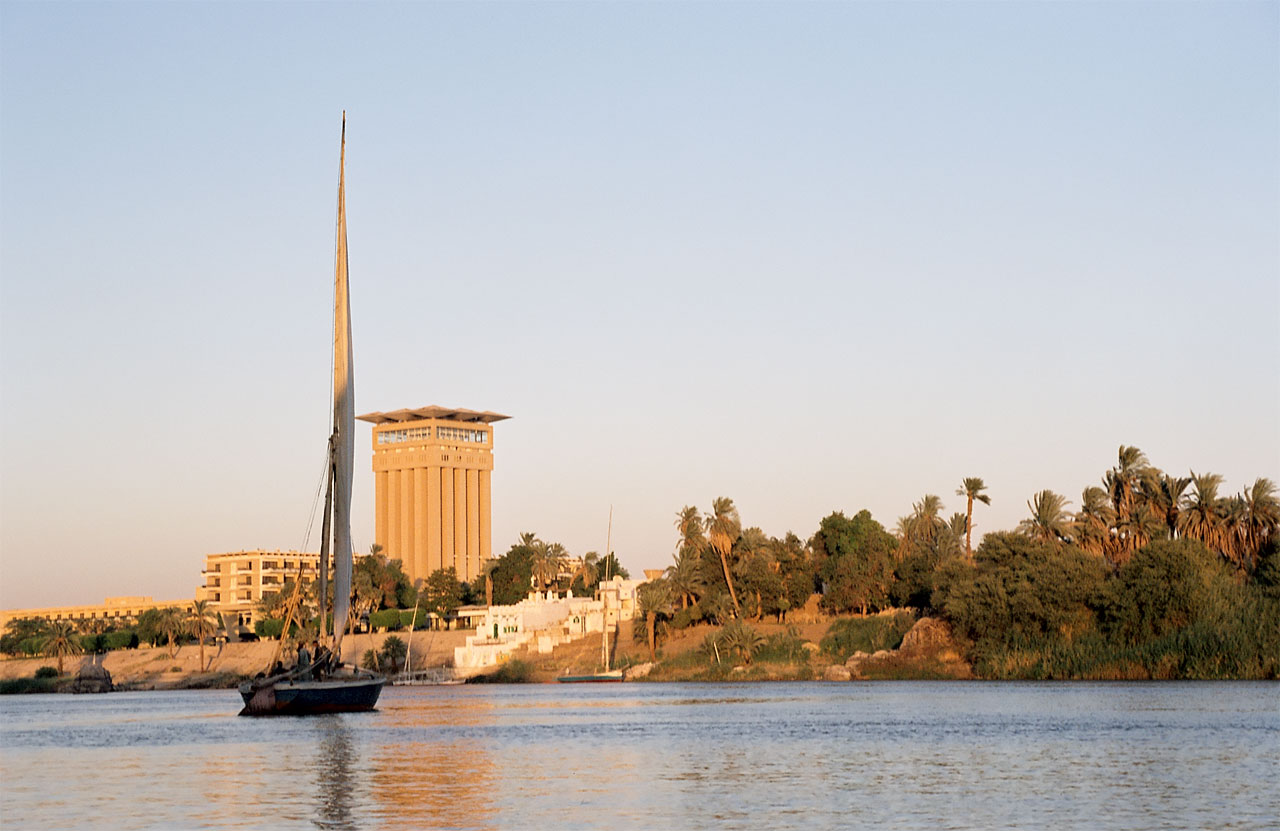
Una feluca vicino ad Assuan
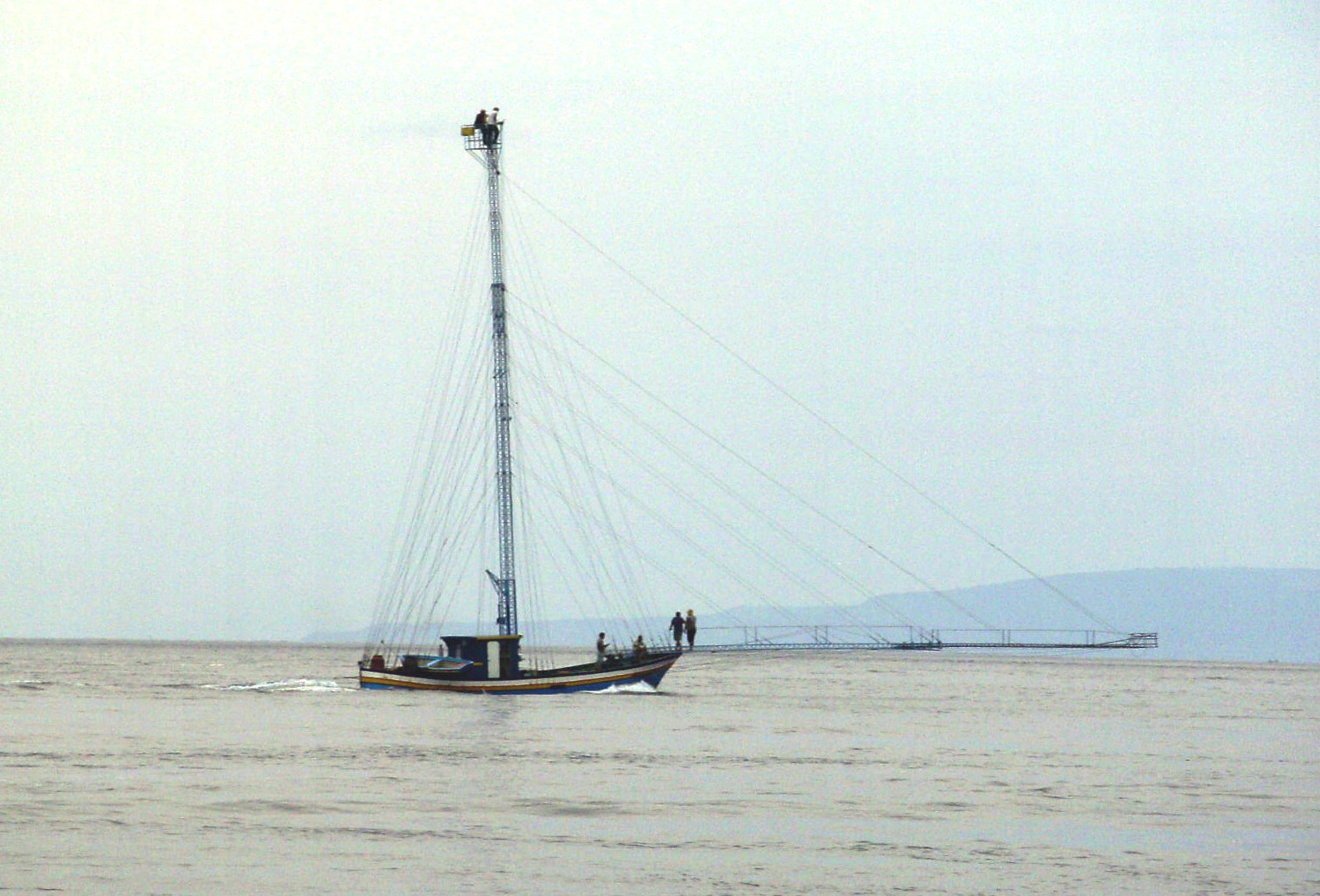
La tradizionale passerella utilizzata nello Stretto di Messina
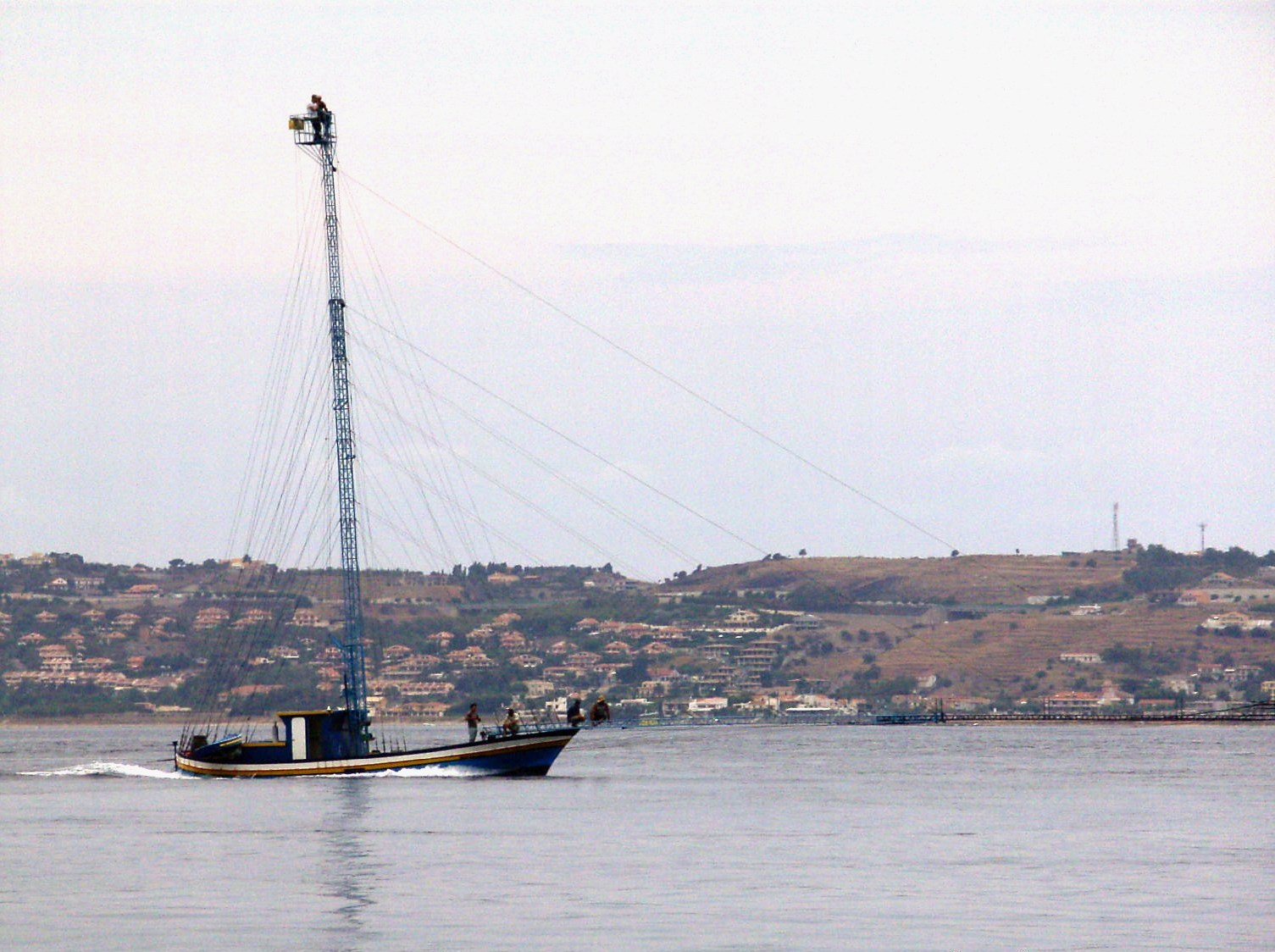
Particolare di una passerella di Cannitello